# Berberapa
Berberapan eller magoten, Macaca sylvanus, hör till släktet makaker i ordningen primater.

## Utseende
Apan är tämligen kraftigt byggd med en tjock, långhårig päls som är anpassad för de nordafrikanska bergens kyliga vinterklimat. Pälsen är gulgrå till brungrå i färgen, ljusare och glesare på buken. Arten saknar yttre svans. Ansiktet, öronen och händerna är mörkt köttfärgade, sittvalkarna blekröda. Kroppslängden är mellan 55 och 75 centimeter, vikten 6 till 13 kilogram. Hanen är större än honan. Nosen och regionen kring ögonen är nästan naken och bredvid är pälsen lite mörkare. Nyfödda ungar har en svartaktig päls på ovansidan och undersidan är lite ljusare. Pälsbytet sker mellan den 45:e och 145:e levnadsdagen.

## Utbredning
Den finns numera endast i Atlasbergen och angränsande bergsområden i Algeriet, i Marockos bergstrakter samt vid Gibraltar. Berberapan är den enda apa, som ännu finns vild norr om Sahara. Beroende på region lever arten i öppna skogar med ädelgran, atlasceder eller ekar. Den hittas även i buskskogar, gräsmarker eller klippiga regioner med örter. Den årliga nederbördsmängden varierar mellan 400 och 1500 mm. I bergstrakter kan temperaturen under vintern vara -18 C°. Däremot ligger sommertemperaturen i slättlandet ofta över 30 C°.
Den var känd redan av de gamla grekerna, och dess anatomi beskrevs av Galenos.

## Levnadssätt
Berberapan lever i stora sällskap som består av både honor och hanar. Hanarna håller sams inbördes, och hjälper även till med skötseln av ungarna. Apan vistas huvudsakligen i bergstrakter, där den föredrar skogar av ceder och ek. Den kan gå upp till 3 500 meters höjd. Den lever främst på frukt, blad, skott och hela örter samt rötter. Den kan även sparsamt ta animalisk föda. Under vintern på högre höjder tjänar cedern som en viktig födokälla.
Flockarnas revir överlappar varande. För kommunikationen finns olika läten och ansiktsuttryck.

## Berberaporna på Gibraltar
Populationen vid Gibraltar är dock inte hotad, mycket tack vare stödutfodring och veterinärkontroll. Det fanns 2009 omkring 230 individer fördelade på sex flockar på klippan. 2017 noterades antalet individer till över 200, och flockarna sju till antalet.
Man vet ännu inte om den en gång har varit ursprunglig i Sydeuropa eller om den inplanterats på Gibraltar. I det senare fallet gjordes detta troligen av morerna mellan 711 och 1462.

## Bevarandestatus
Intensivt skogsbruk, anlagda bränder och skogar som skadas av betande får och getter medför att det lämpliga habitatet för berberapan minskar. När grupper av berberapor hämtar sin föda från odlade områden betraktas och bekämpas de som skadedjur. Många exemplar fångas och säljs som exotiska sällskapsdjur. Även vattenföroreningar påverkar beståndet negativt. Några individer faller offer för lösgående hundar. Berberapan är däremot ovanlig som bushmeat. IUCN uppskattar att hela populationen minskade med 50 procent under de gångna 24 åren (tre generationer räknat från 2016) och listar arten som starkt hotad (EN).